# Първи ред
Първият ред е миронарушаваща организация и военна хунта, надигнала се от руините на Галактическа империя и се появява в „Междузвездни войни: Епизод VII - Силата се пробужда“. Първият ред е в конфликт с военната организация на Новата република – Съпротивата. Името му е представено на 17 април 2015 г.

## Места
- База „Звезден убиец“
- Ексегол (като Последен ред)

## Членове
- Фин – бивш щурмовак
- Кайло Рен – внук на Дарт Вейдър, учител и предводител на новия ситски орден Рицарите на Рен
- Капитан Фазма – военен предводител на щурмоваците
- Сноук – върховен лидер
- Генерал Хъкс – един от предводителите на звездния флот на Първия ред

## Армия
Армията на Първия ред се състои от обикновени, огнени и снежни щурмоваци. Армията се управлява от капитан Фазма.

## Превозни средства
- Звездни разрушители
- Изтребители